# Pena de morte na Somália
A pena de morte é uma pena legal no país da Somália na África Oriental. A maioria das execuções na Somália é por meio de fuzilamento, mas os tribunais da Sharia também usam decapitação e apedrejamento. Em 2011, três soldados foram executados por assassinato pelo Governo Federal de Transição. A ONG ativista Human Rights Watch observou em 2014 que execuções sumárias estavam em ascensão no país. Pelo menos 14 execuções foram realizadas em 2016, e a taxa de execuções aumentou em 2017, que os grupos de direitos humanos atribuíram principalmente aos tribunais militares e ao grupo jihadista militante Al-Shabaab. A União Europeia solicitou que a Somália promova uma moratória da pena de morte como resultado. A maioria das execuções do pelotão de fuzilamento ocorre publicamente e as pessoas condenadas à morte geralmente são executadas por guardas armados.